# 北京地铁14号线
北京地铁14号线是北京地铁中的一条线路，现由京港地铁运营。线路东北起朝阳区善各庄站，西南至丰台区张郭庄站，呈L字型走向，全长47.3千米，共设车站36座（目前投入运营33座）。该线也是北京地铁首条使用六节A型列车运输的线路。标识色为 Pantone 7612C 。
线路西段（西局站至张郭庄站）首先于2013年5月5日开通；东段（善各庄站至金台路站）和中段（金台路站（不含）至景风门站（不含））分别于2014年12月28日和2015年12月26日开通运营并贯通，与西段分开运营。2021年12月31日，中段剩余段（西局站（不含）至景风门站）开通，14号线全线贯通。

## 历史
最初14号线作为远景规划线路时，设想由永定河东岸经北京南站、虎坊桥、前门、北京站、CBD到达现红庙地区。随后几年内延长至来广营。2008年奥运会之前的新规划中，取消了14号线穿内城的规划，代之以经东南部走大L形的方案，初具现在规划的雏形。2009年6月，线路西端终点调整至至永定河以西，卢沟桥附近的走向以及站位布置发生了微调。

### 确认运营方
2012年11月6日，北京市交通委与北京京港地铁有限公司草签了14号线的特许经营协议。待政府部门批准后，京港地铁将出资建设14号线的B部分（车辆、信号设备和机电设备等），同时将拥有地铁14号线30年的运营权。

### 建设与开通

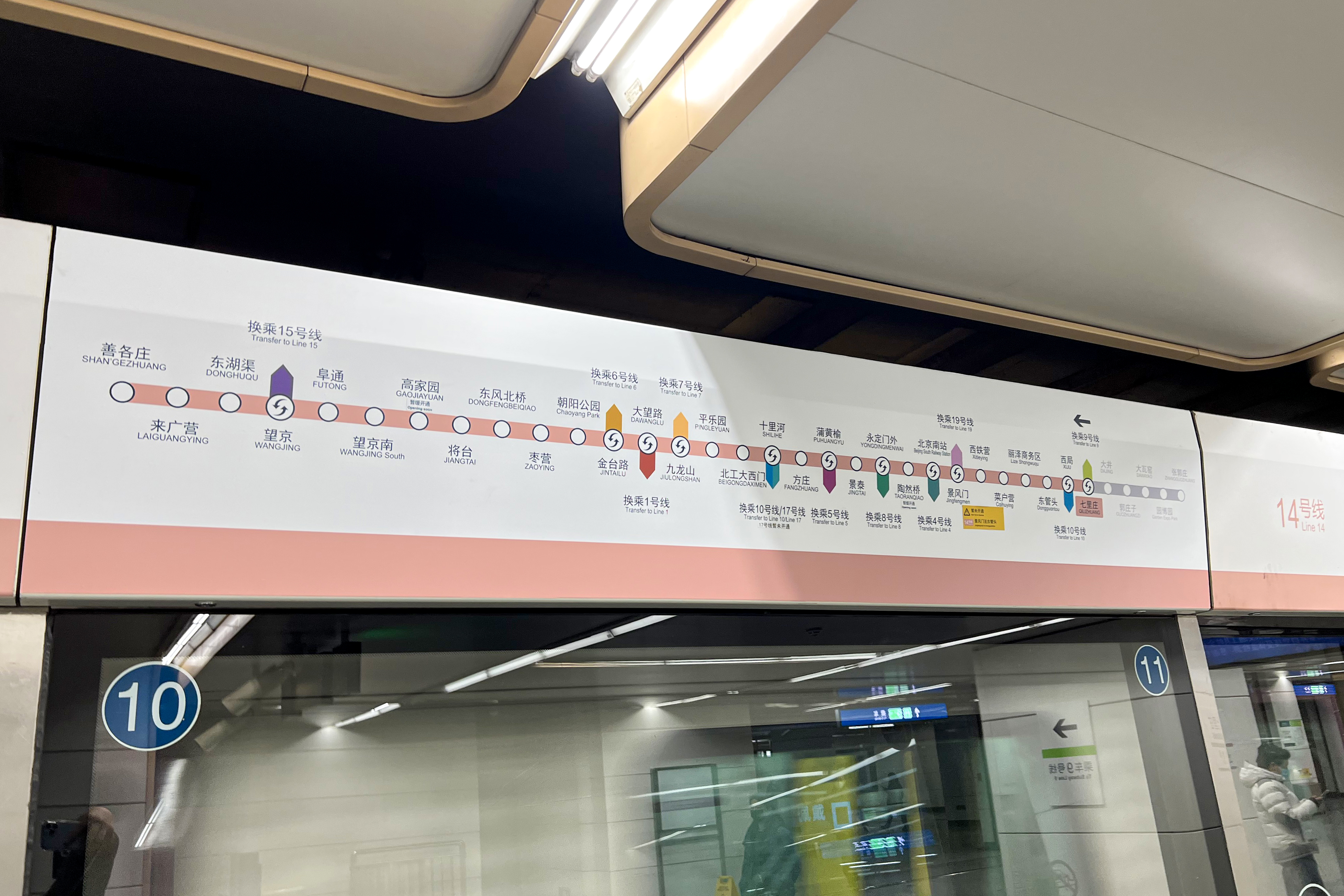
14号线七里庄站率先更换的贯通版线路图（2021年12月15日摄）

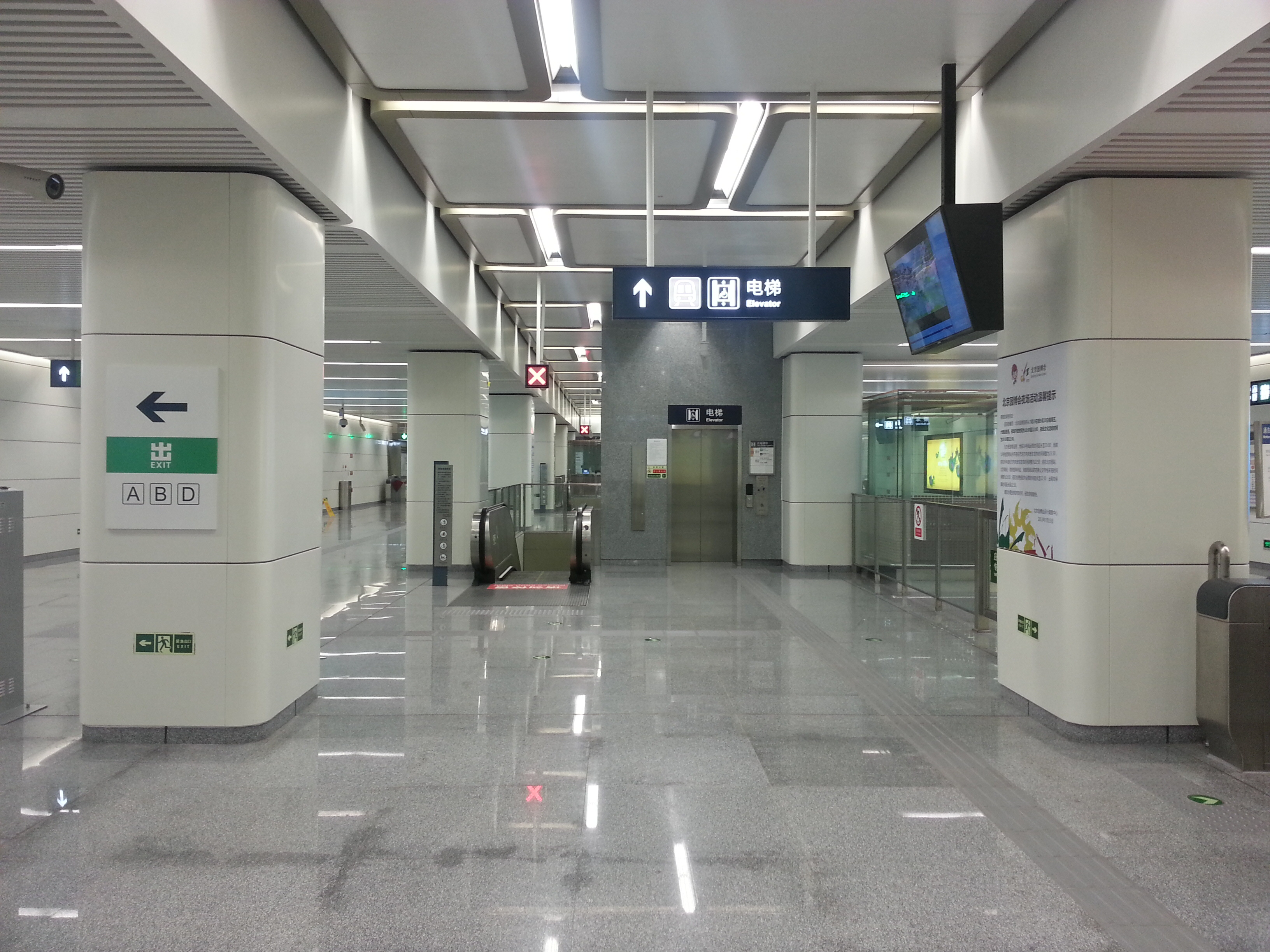
大瓦窑站

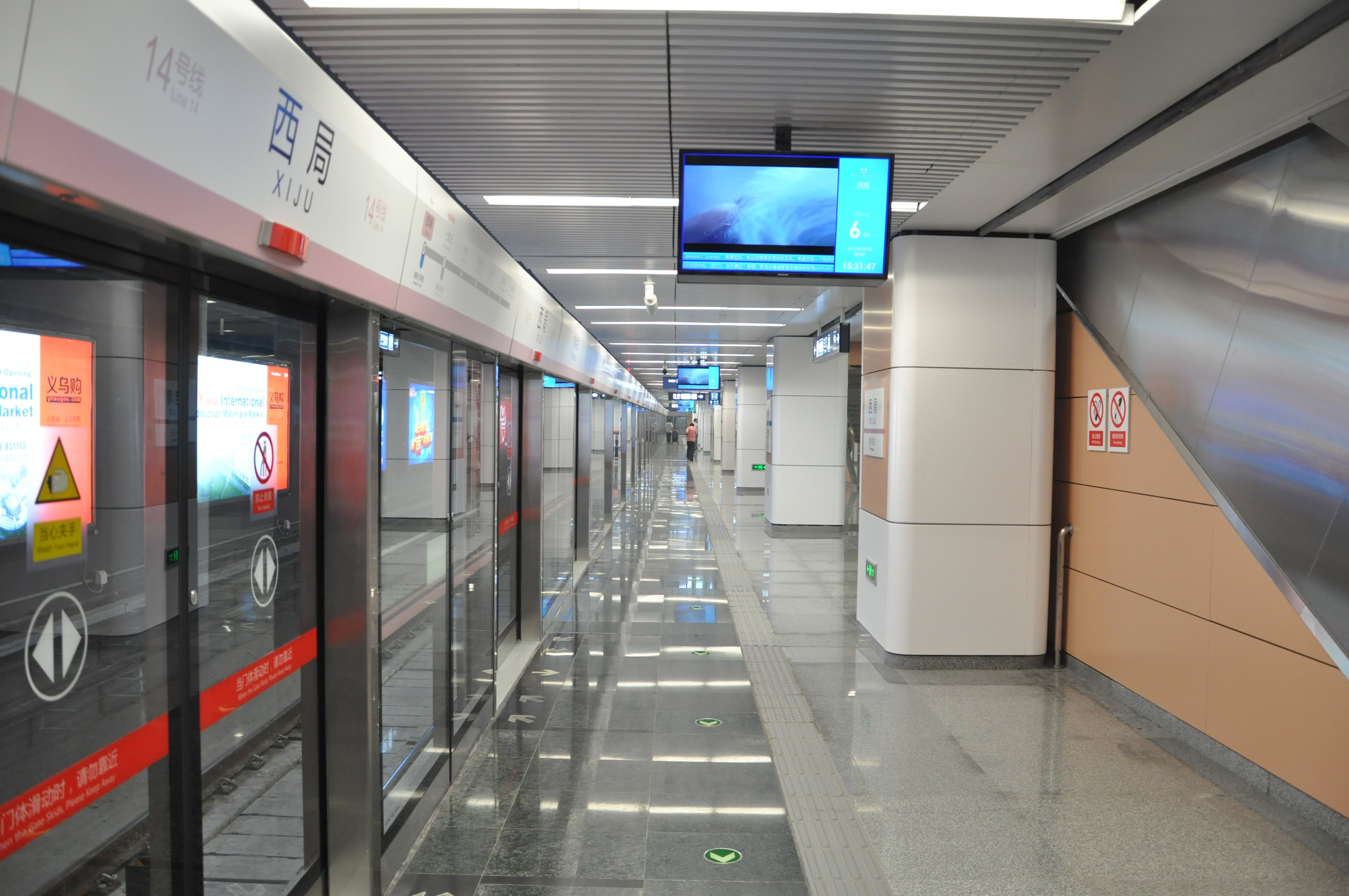
西局站

2010年10月30日，北京地铁14号线正式开工建设，其中东风北桥站成为首个开工的站点。
位于14号线东段的将台站和高家园站由世界首创的直径10.22米大盾构扩挖法建造。大盾构隧道为单洞双线隧道，与传统的双洞双线隧道相比节省了大量的地下空间。
为2013年配合第九届中国国际园林花卉博览会的需要，西局站及以西12.4千米的线路于2013年5月5日率先开通（七里庄站暂缓开通）。七里庄站于次年2月15日开通。
2014年12月28日，14号线东段14.8千米线路上的10座车站（善各庄站、来广营站、东湖渠站、望京站、阜通站、望京南站、将台站、东风北桥站、枣营站、金台路站）开通运营。高家园站和朝阳公园站暂缓开通。
2015年12月26日，14号线中段16.6千米线路上的9座车站（大望路站、九龙山站、北工大西门站、十里河站、方庄站、蒲黄榆站、景泰站、永定门外站、北京南站）开通运营。平乐园站和陶然桥站暂缓开通。本段与2014年开通的东段贯通运营后在线路图上以“东段”标注，区别于尚未与之贯通的西段。
2016年12月31日，朝阳公园站开通运营；2017年12月30日，平乐园站开通运营。
14号线剩余段于2021年5月28日实现所有车站封顶，8月13日实现接触网一次送电成功。
2021年12月31日，14号线剩余段开通运营，东西两段长达6年的分离运营宣告结束，至此14号线全线贯通。。

### 运营阶段
2021年10月30日，为开展既有区段和新建区段信号系统贯通调试升级，14号线东、西段提前收车。11月11日，14号线剩余段空载试运行开始，试运行期间在工作日早晚高峰采用1比1大小交路套跑模式运行，大交路自张郭庄站至善各庄站，小交路自丽泽商务区站至善各庄站；东段早高峰行车间隔由3分30秒缩短至3分钟，晚高峰行车间隔由4分钟缩短至3分钟，西段早晚高峰行车间隔保持6分钟不变，平峰行车间隔由8分钟缩短至6分钟，预计东西段贯通运营后维持这一行车间隔。
2021年12月中旬，14号线各站已陆续将站内指示更换为东西段贯通后的版本。
2022年4月至6月间，14号线多座车站因受疫情波及而暂时封闭。其中，非换乘站列车通过不停车，换乘车站仅停止进出站，站内换乘功能保留。
| 车站       | 封闭时间        |
| ---------- | --------------- |
| 金台路     | 5月4日-5月29日  |
| 大望路     | 4月29日-6月3日  |
| 九龙山     | 5月4日-5月29日  |
| 平乐园     | 5月4日-5月29日  |
| 北工大西门 | 5月4日-5月29日  |
| 十里河     | 5月4日-6月9日   |
| 方庄       | 5月21日-6月10日 |
| 蒲黄榆     | 5月21日-6月10日 |
| 景风门     | 5月21日-6月9日  |
| 西铁营     | 5月21日-6月9日  |
| 菜户营     | 5月21日-6月9日  |
| 丽泽商务区 | 5月21日-6月9日  |
| 东管头     | 5月14日-6月9日  |
| 西局       | 5月21日-6月9日  |
| 七里庄     | 5月17日-6月9日  |
| 大井       | 5月16日-6月9日  |
| 郭庄子     | 5月16日-6月10日 |
| 大瓦窑     | 5月17日-6月9日  |
| 园博园     | 5月17日-6月9日  |
| 张郭庄     | 5月21日-6月19日 |

截至2023年5月，14号线贯通后的日均工作日客运量已由贯通初期的74万人次增长至83万人次，2023年4月28日（五一假期前最后一个工作日）更以单日91.92万人次创下客流历史最高纪录。
2023年5月31日起，14号线启用新版运行图，其中14号线上行丽泽商务区至善各庄段的工作日早高峰运营服务时间由原来的7:30-9:30变为7:30-10:00，14号线上行大瓦窑至丽泽商务区段在工作日6:30-7:30期间增开8列车次，最小行车间隔由6分钟逐步缩短至3分钟。而在工作日晚间21:30-23:04期间，14号线增开7列九龙山至善各庄的小交路车次，全程车与小交路车1:1套跑，从而使九龙山至善各庄段的最小行车间隔由8分钟缩短至最小3分30秒，双休日21:30-23:12期间，14号线亦会增开2列九龙山至善各庄的小交路车次。此外，在新运行图中，14号线双向末班车发车时间均延后12分钟。

### 关于走向的争论
14号线规划行经张仪村时，位于卢沟桥、杜家坎附近宛平城的居民要求地铁南迁，在晓月苑小区设站，原因是当地居民多达6万以上，还有雕塑公园、抗战纪念馆等多个景点，但受地形与铁路线的限制，与外界交通十分不便。2008年年底，还发起了数千人签名的活动。最终，规划委解释由于线路总体设置要到河西地区、宛平城一带技术困难较大等因素，14号线不经过宛平城，但会发展地面公交解决交通问题。
2009年底，天通苑和望京的居民就14号线北延的计划发生了争议。天通苑是北京北部昌平区内的一座大型居民区，由于配套设施不完善、与外部链接不畅，多依赖于主干道北苑路和地铁5号线天通苑站，然而天通苑站由于是5号线开工后因应天通苑居民要求后增设的车站，导致车站因为受限于已经建成的线路高架轨道结构而无法满足于天通苑地区客流量，使得该地区即使在5号线开通人仍然交通情况恶劣。望京位于离城区较近的朝阳区东北四环外，亦是大型社区，虽然内部产业较丰富，也有公交车与外界连接，但仍饱受交通拥堵之苦；临近的地铁13号线望京西站离中心区域也太远，并不方便。
2009年12月3日，天通苑社区网上发起签名活动，呼吁14号线北延。原因包括天通苑周边在崛起新社区，客流压力极大，5号线一方面只能服务西区居民，又时常限流，对于14号线的要求合情合理。望京离市中心较近，将来会有其它线路通过，但天通苑距离较远，之后不再有机会。此举为望京居民严重反对，因为天通苑客流巨大，若北延可能使得望京居民找不到座位。望京居民也认为，天通苑居民的主张仅考虑到天通苑自己的利益，有违该线路规划的初衷，也会影响望京以北来广营地区的交通状况。天通苑居民之后又发起了“万人书”签名运动，但被望京居民指为作秀。
最终，宛平城和天通苑居民的要求和意見均未有被直接接纳，但取而代之则规划了16号线南段和17号线北段分别经过宛平城和天通苑东部来满足兩地居民的需求。

### 延伸设想
2022年1月11日，14号线三期（西延）曾被列为《北京市轨道交通第三期建设规划（2022-2027年）》的10个建设项目之一，但相关规划在《北京市轨道交通第三期建设规划（2022-2027年）》环境影响评价第二次公示中被1号线支线取代。

## 车站
14号线全线共36站，其中高架车站2座，其余地下站34座，换乘站共15座。设有张仪村停车场、马泉营车辆段各一座（与15号线共用）。位于金台路站和大望路站之间的红庙站为预留站，暂时仍然无法确定其开通日期；而原定于在十里河站和北工大西门站之间设置的南八里庄站由于拆迁等原因已改为盾构直接通过，车站现已取消。
| 西段                                                  | 张郭庄     | 0     | 0    | 1号线                           | 丰台区 | 2013年5月5日   | 高架侧式站台     | 右侧                                  |
| 西段                                                  | 园博园     | 1345  | 1345 | 不適用                          | 丰台区 | 2013年5月5日   | 高架侧式站台     | 右侧                                  |
| 西段                                                  | 大瓦窑     | 5418  | 4073 | 不適用                          | 丰台区 | 2013年5月5日   | 地下岛式站台     | 左侧                                  |
| 西段                                                  | 郭庄子     | 6654  | 1236 | 不適用                          | 丰台区 | 2013年5月5日   | 地下岛式站台     | 左侧                                  |
| 西段                                                  | 大井       | 8698  | 2044 | 不適用                          | 丰台区 | 2013年5月5日   | 地下岛式站台     | 左侧                                  |
| 西段                                                  | 七里庄     | 10277 | 1579 | 9号线 房山线（跨线车）          | 丰台区 | 2014年2月15日  | 地下叠落侧式站台 | 左侧（善各庄方向） 右侧（张郭庄方向） |
| 西段                                                  | 西局       | 11122 | 845  | 10号线                          | 丰台区 | 2013年5月5日   | 地下岛式站台     | 左侧                                  |
| 中段剩余段                                            | 东管头     | 12611 | 1489 | 不適用                          | 丰台区 | 2021年12月31日 | 地下岛式站台     | 左侧                                  |
| 中段剩余段                                            | 丽泽商务区 | 13569 | 958  | 11号线 16号线 25号线 大兴机场线 | 丰台区 | 2021年12月31日 | 地下岛式站台     | 左侧                                  |
| 中段剩余段                                            | 菜户营     | 14397 | 828  | 不適用                          | 丰台区 | 2021年12月31日 | 地下岛式站台     | 左侧                                  |
| 中段剩余段                                            | 西铁营     | 15859 | 1462 | 不適用                          | 丰台区 | 2021年12月31日 | 地下岛式站台     | 左侧                                  |
| 中段大部分                                            | 景风门     | 16742 | 883  | 19号线                          | 丰台区 | 2021年12月31日 | 地下岛式站台     | 左侧                                  |
| 中段大部分                                            | 北京南站   | 17906 | 1164 | 4号线 北京南站                  | 丰台区 | 2015年12月26日 | 地下岛式站台     | 左侧                                  |
| 中段大部分                                            | 陶然桥     | 18793 | 887  | 不適用                          | 东城区 | 有待确定       | 地下岛式站台     | 左侧                                  |
| 中段大部分                                            | 永定门外   | 19856 | 1063 | 8号线                           | 东城区 | 2015年12月26日 | 地下岛式站台     | 左侧                                  |
| 中段大部分                                            | 景泰       | 20975 | 1119 | 不適用                          | 东城区 | 2015年12月26日 | 地下岛式站台     | 左侧                                  |
| 中段大部分                                            | 蒲黄榆     | 22000 | 1025 | 5号线                           | 丰台区 | 2015年12月26日 | 地下岛式站台     | 左侧                                  |
| 中段大部分                                            | 方庄       | 23486 | 1486 | 不適用                          | 丰台区 | 2015年12月26日 | 地下岛式站台     | 左侧                                  |
| 中段大部分                                            | 十里河     | 25104 | 1618 | 10号线 17号线                   | 朝阳区 | 2015年12月26日 | 地下岛式站台     | 左侧                                  |
| 中段大部分                                            | 北工大西门 | 27527 | 2423 | 不適用                          | 朝阳区 | 2015年12月26日 | 地下岛式站台     | 左侧                                  |
| 中段大部分                                            | 平乐园     | 28655 | 1128 | 不適用                          | 朝阳区 | 2017年12月30日 | 地下岛式站台     | 左侧                                  |
| 中段大部分                                            | 九龙山     | 29552 | 897  | 7号线                           | 朝阳区 | 2015年12月26日 | 地下岛式站台     | 左侧                                  |
| 中段大部分                                            | 大望路     | 31332 | 1780 | 1号线 28号线                    | 朝阳区 | 2015年12月26日 | 地下岛式站台     | 左侧                                  |
| 中段大部分                                            | 红庙       | 32040 | 708  | 平谷线                          | 朝阳区 | 暂缓开通       | 地下侧式站台     | 右侧                                  |
| 东段                                                  | 金台路     | 32934 | 894  | 6号线                           | 朝阳区 | 2014年12月28日 | 地下岛式站台     | 左侧                                  |
| 东段                                                  | 朝阳公园   | 34019 | 1085 | 3号线                           | 朝阳区 | 2016年12月31日 | 地下岛式站台     | 左侧                                  |
| 东段                                                  | 枣营       | 35240 | 1221 | 不適用                          | 朝阳区 | 2014年12月28日 | 地下岛式站台     | 左侧                                  |
| 东段                                                  | 东风北桥   | 37413 | 2173 | 不適用                          | 朝阳区 | 2014年12月28日 | 地下岛式站台     | 左侧                                  |
| 东段                                                  | 将台       | 39013 | 1600 | 不適用                          | 朝阳区 | 2014年12月28日 | 地下侧式站台     | 右侧                                  |
| 东段                                                  | 高家园     | 40184 | 1171 | 12号线                          | 朝阳区 | 有待确定       | 地下侧式站台     | 右侧                                  |
| 东段                                                  | 望京南     | 40860 | 676  | 不適用                          | 朝阳区 | 2014年12月28日 | 地下侧式站台     | 右侧                                  |
| 东段                                                  | 阜通       | 42028 | 1168 | 不適用                          | 朝阳区 | 2014年12月28日 | 地下岛式站台     | 左侧                                  |
| 东段                                                  | 望京       | 42931 | 903  | 15号线                          | 朝阳区 | 2014年12月28日 | 地下岛式站台     | 左侧                                  |
| 东段                                                  | 东湖渠     | 44214 | 1283 | 不適用                          | 朝阳区 | 2014年12月28日 | 地下岛式站台     | 左侧                                  |
| 东段                                                  | 来广营     | 45314 | 1100 | 不適用                          | 朝阳区 | 2014年12月28日 | 地下岛式站台     | 左侧                                  |
| 东段                                                  | 善各庄     | 46678 | 1364 | 东北环线望京                    | 朝阳区 | 2014年12月28日 | 地下岛式站台     | 左侧                                  |
| 注释                                                  |            |       |      |                                 |        |                |                  |                                       |
| 1 斜体标示的车站尚未启用。 2 斜体标示的换乘尚未启用。 |            |       |      |                                 |        |                |                  |                                       |

## 车辆
北京地铁14号线的列车分别由中国中车长春轨道客车与中国中车青岛四方机车车辆制造。
车辆外观为黑色前脸搭配不锈钢车身，由黑色前脸的左右车灯处相连出一条粉色横杠，横杠中央为运营方京港地铁的logo，前脸右上角则为代表北京地铁的“北京”二字。列车每节车厢共设置5对车门，除司机室门为内翻门外，其余车门均采用内藏门。各车车门均喷涂代表14号线标志色的浅粉色，造型较为方正，配属于14号线张仪村停车场和马泉营车辆段。
14号线列车采用DC1500V接触网供电，是北京地铁首次采用A型地铁列车的线路。

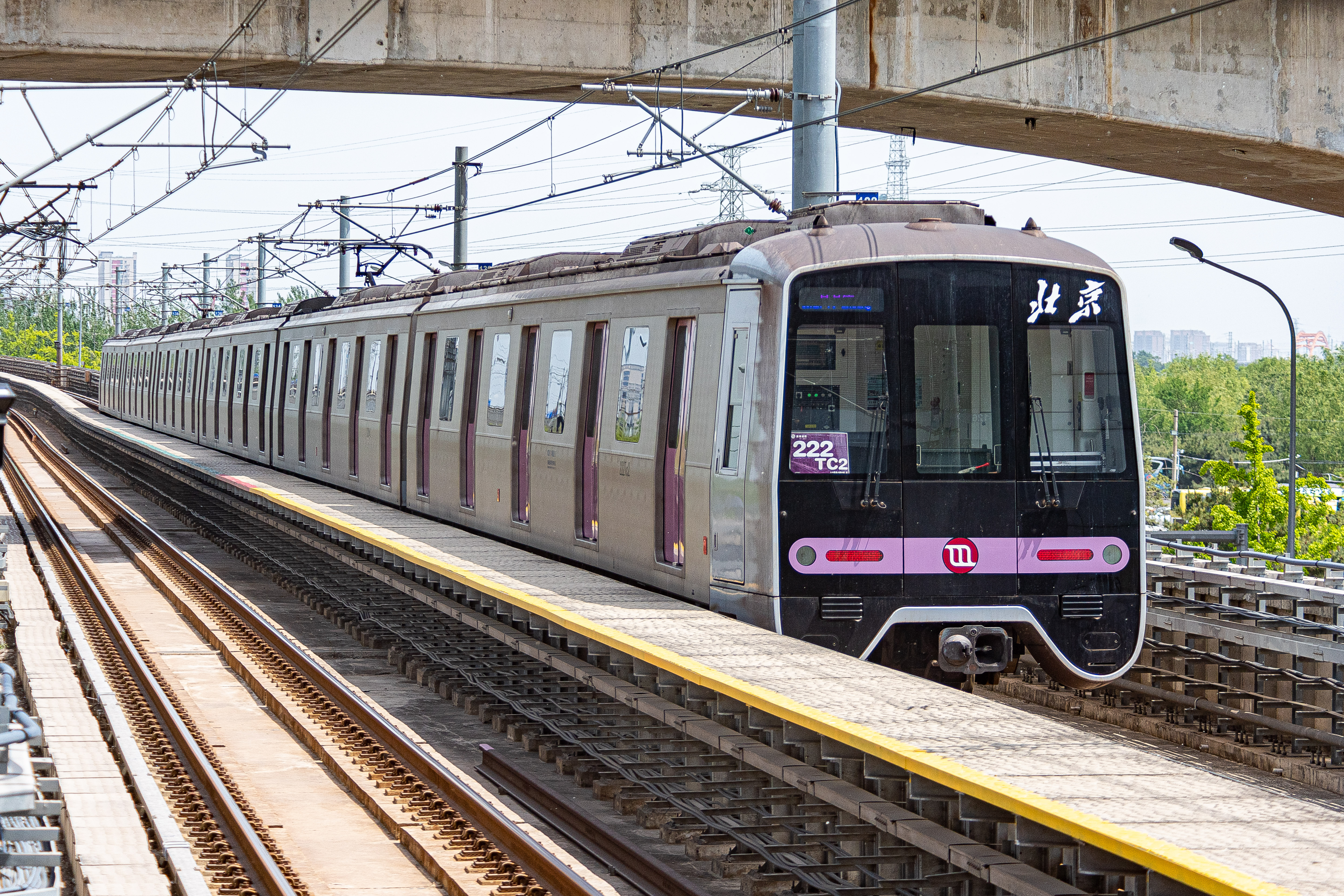
一列长春轨道客车制造的DKZ53型电动车组二期车驶出园博园站
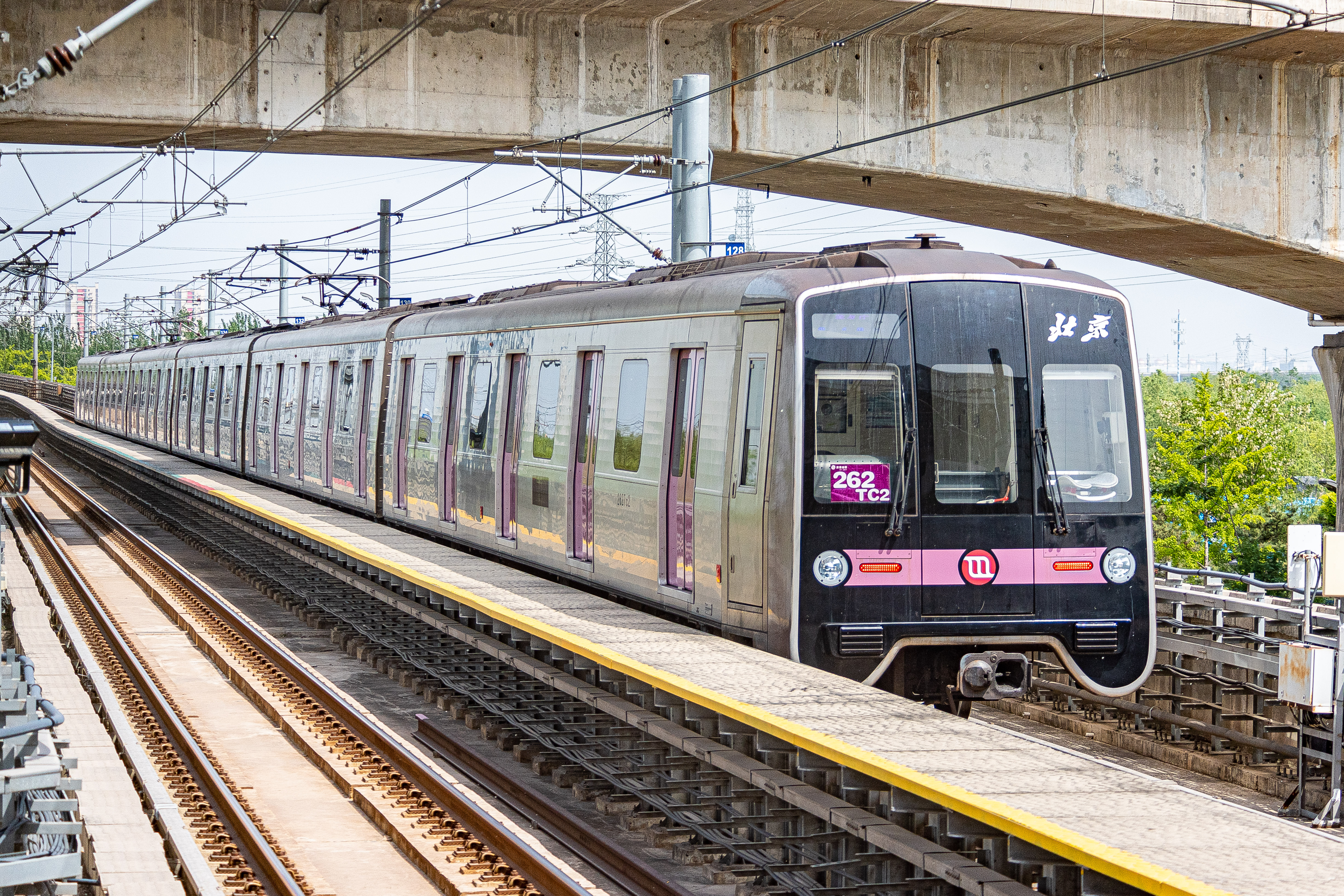
一列青岛四方机车车辆制造的SFM18型电动车组二期车驶出园博园站
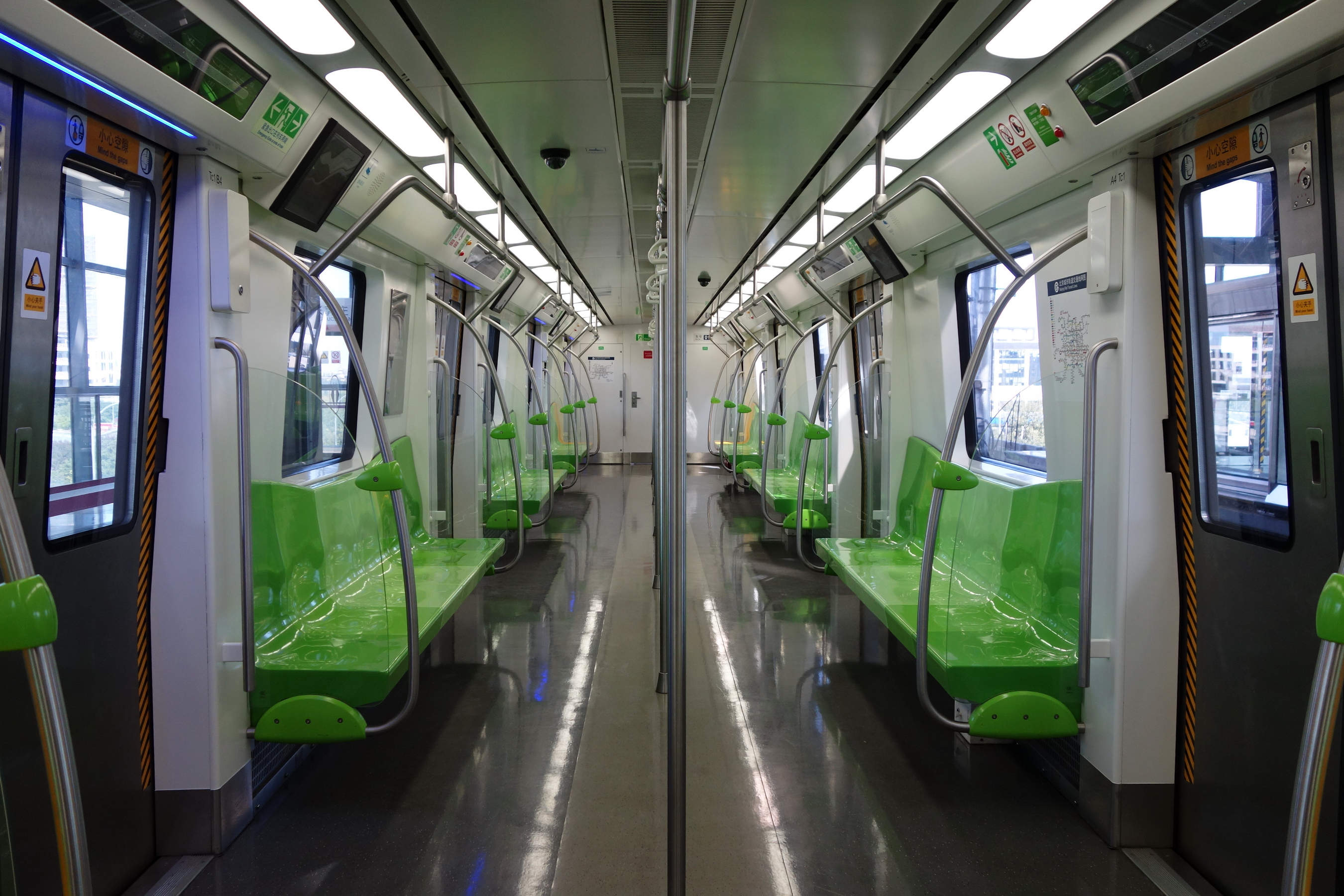
DKZ53型电动车组列車內部。
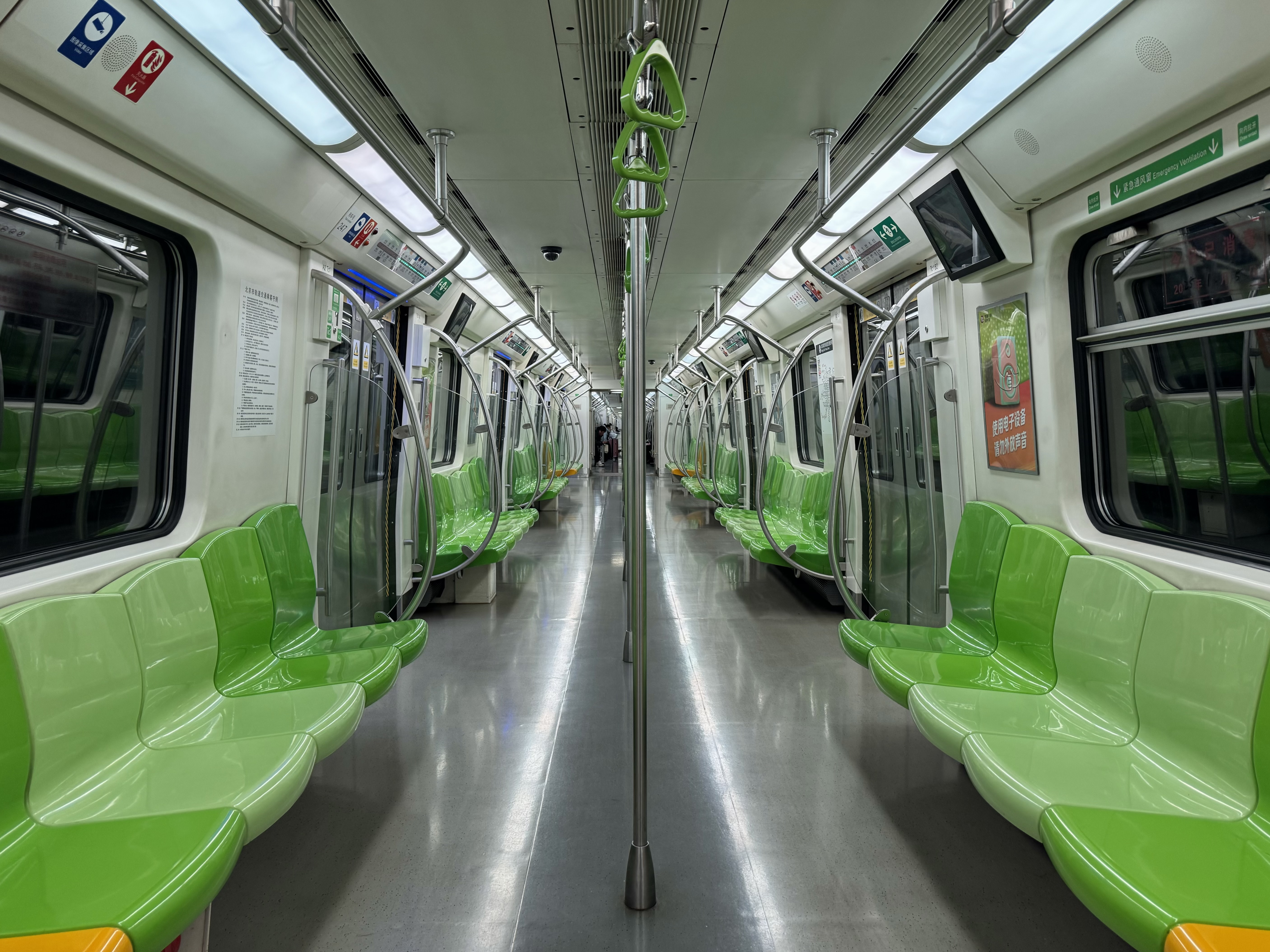
SFM18型电动车组列车内部
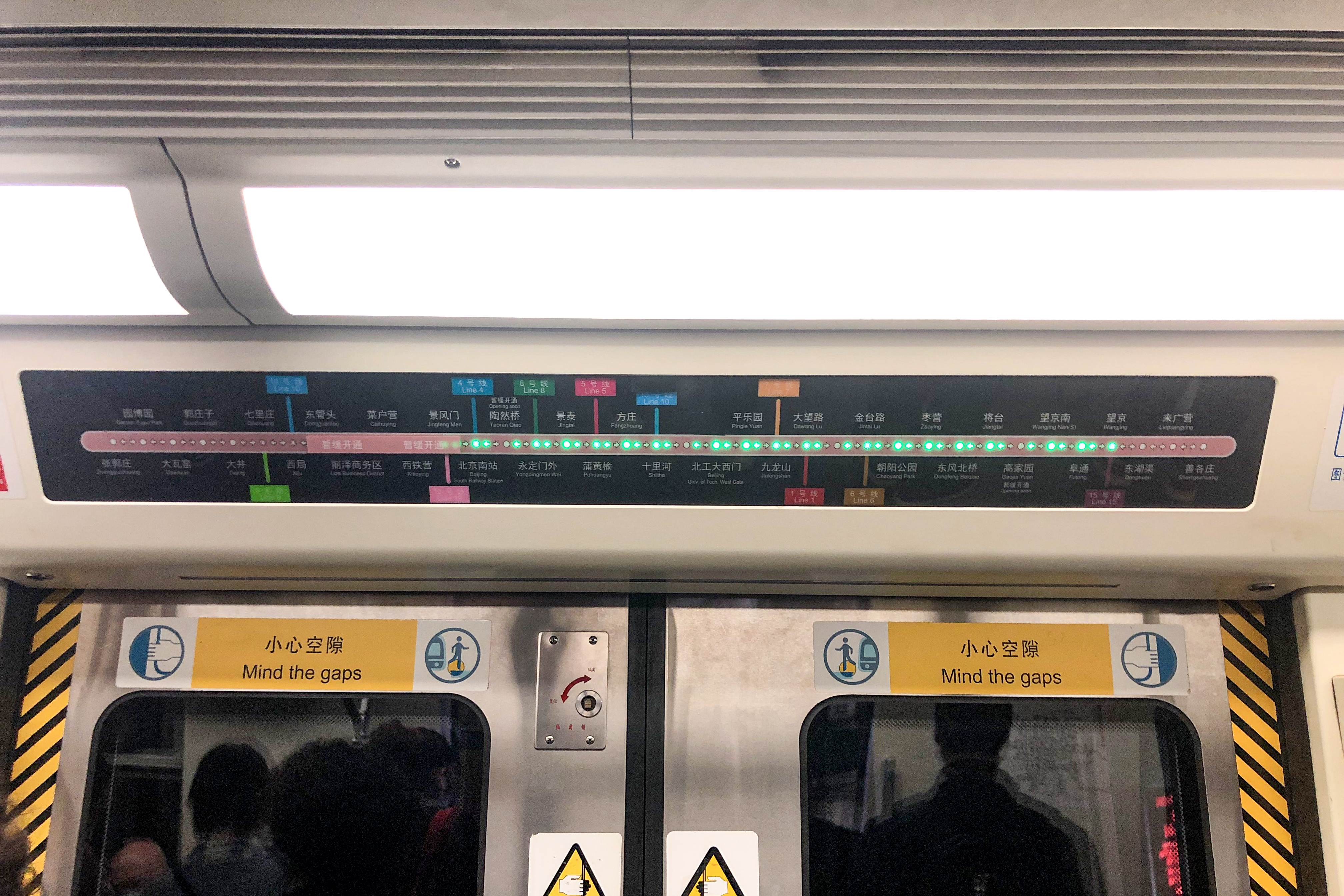
2021年10月开始更换的贯通版客室闪灯图
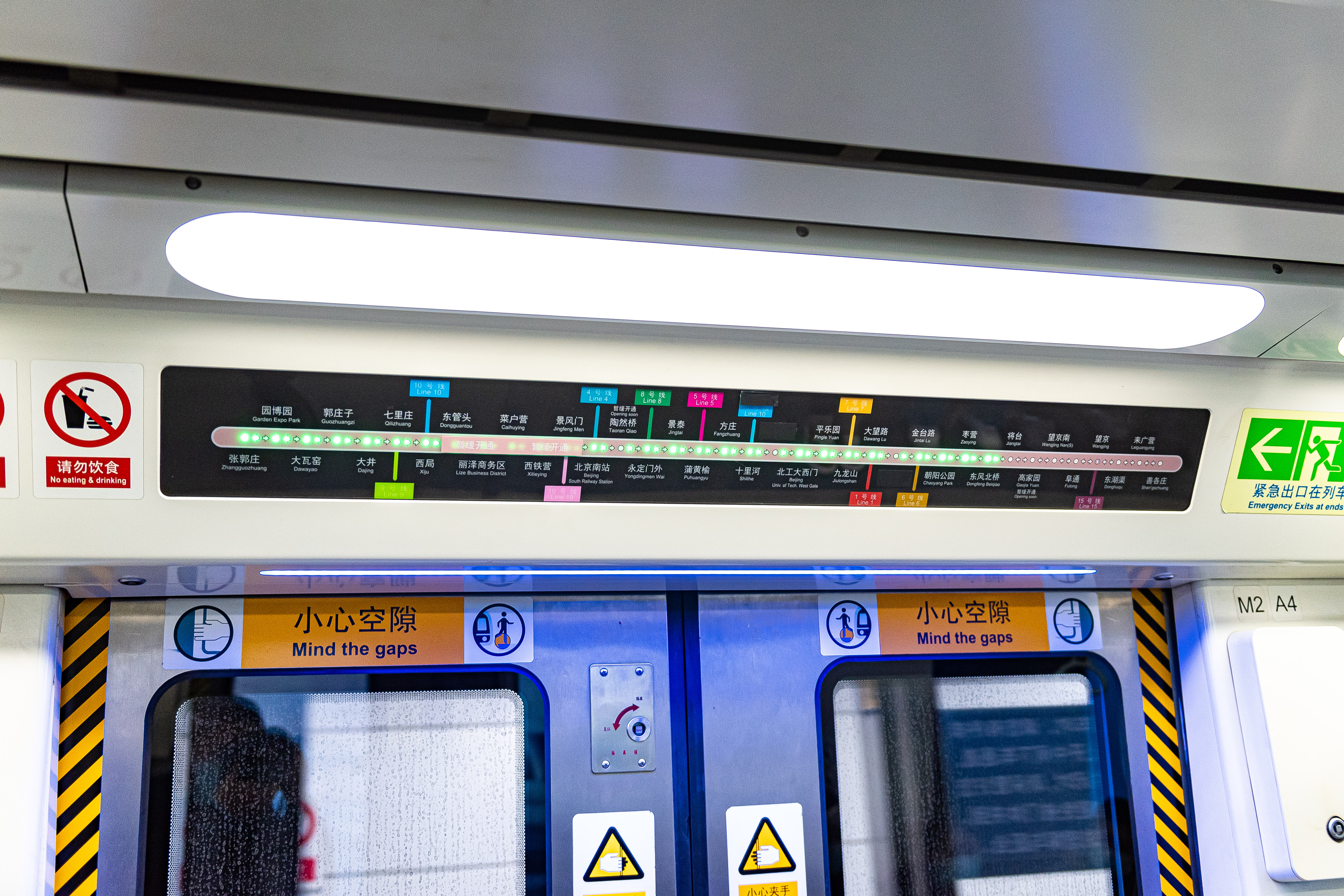
2021年11月贯通跑图试运行期间的列车闪灯图
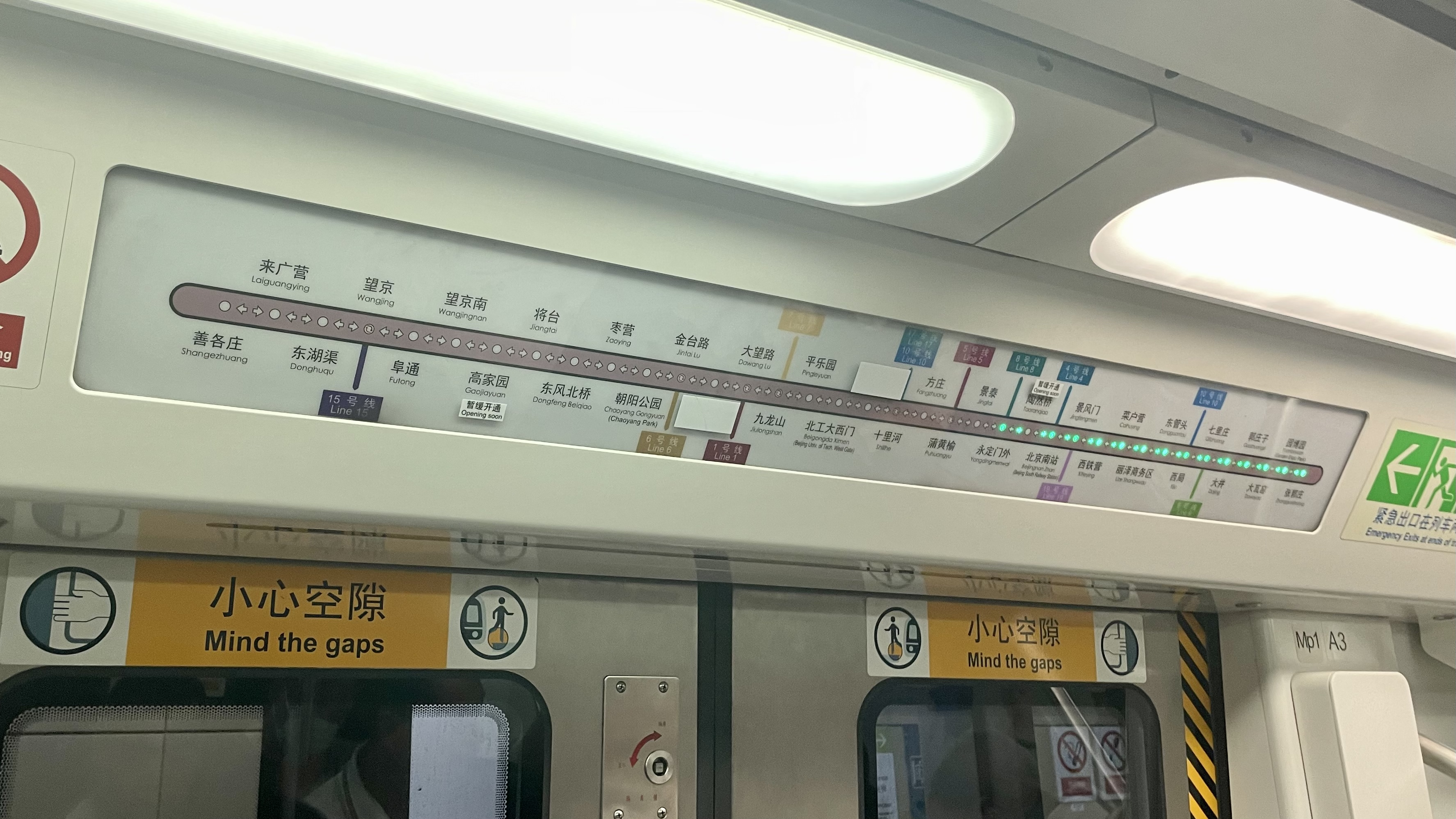
2023年6月起，14号线开始更换新版白色闪灯图（拍摄于2023.7.12，车号为02的列车中）
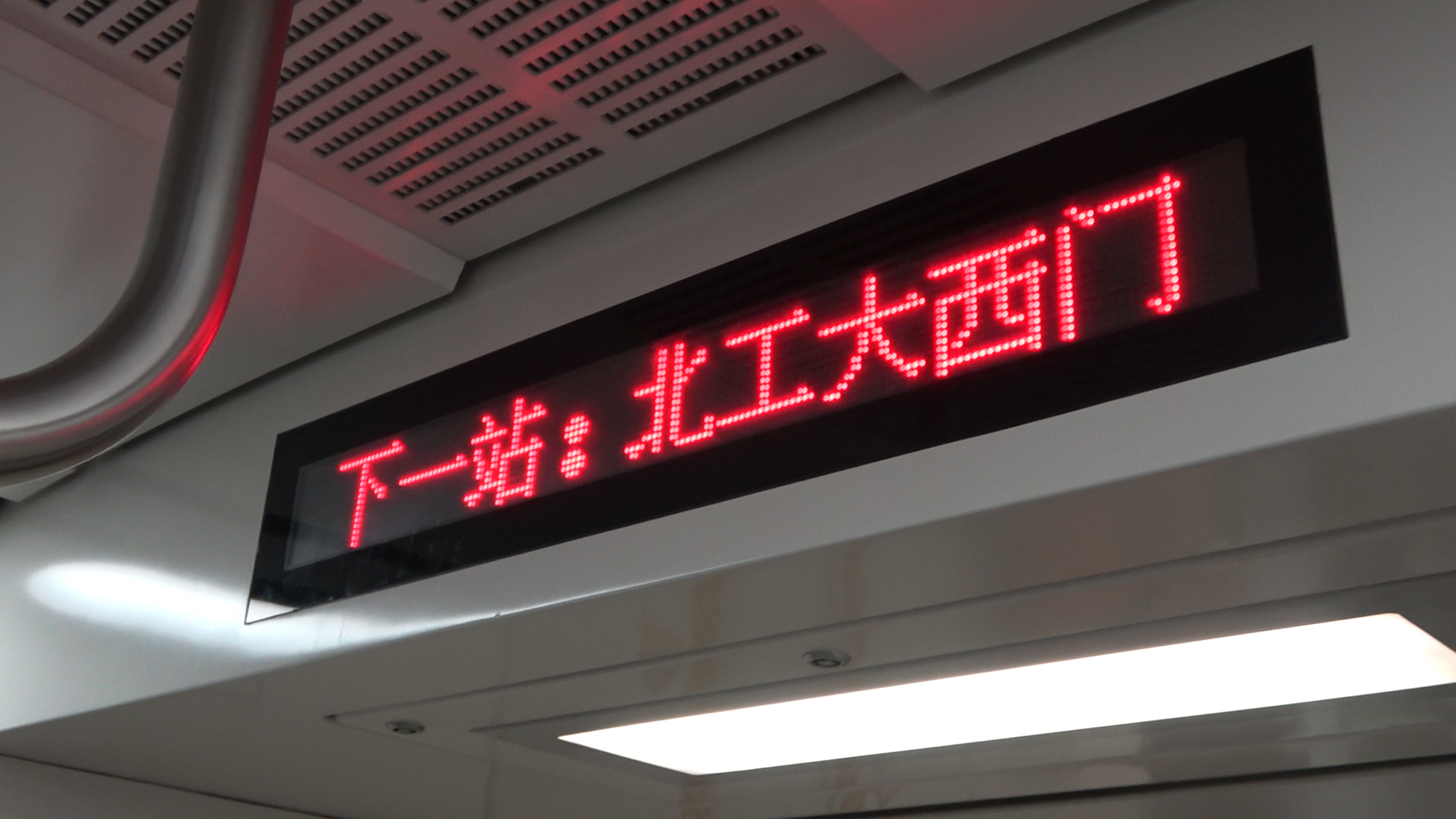
列车配有LED走字屏